# ルビャンカ広場

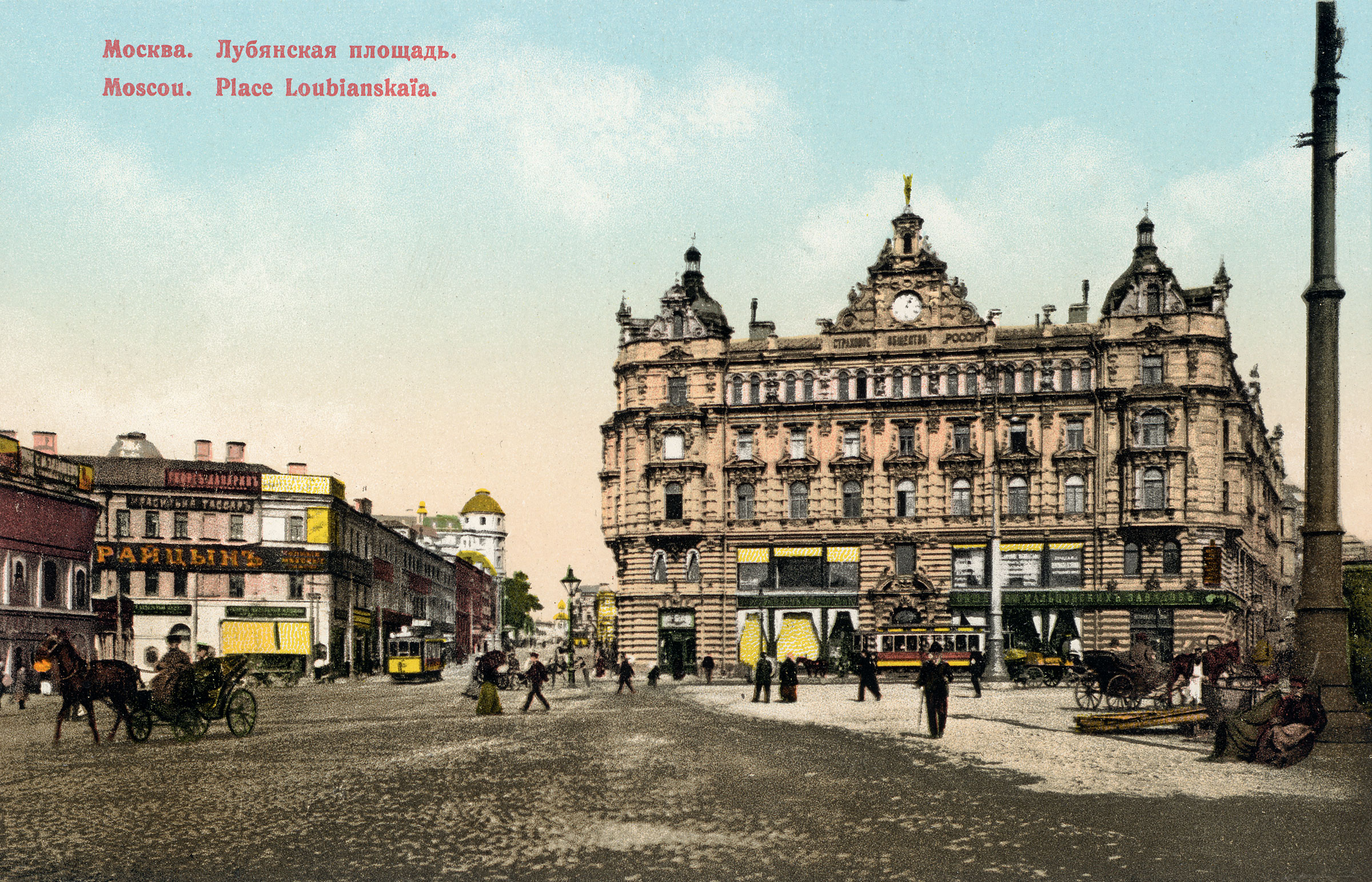
1900年代初頭のルビャンカ広場

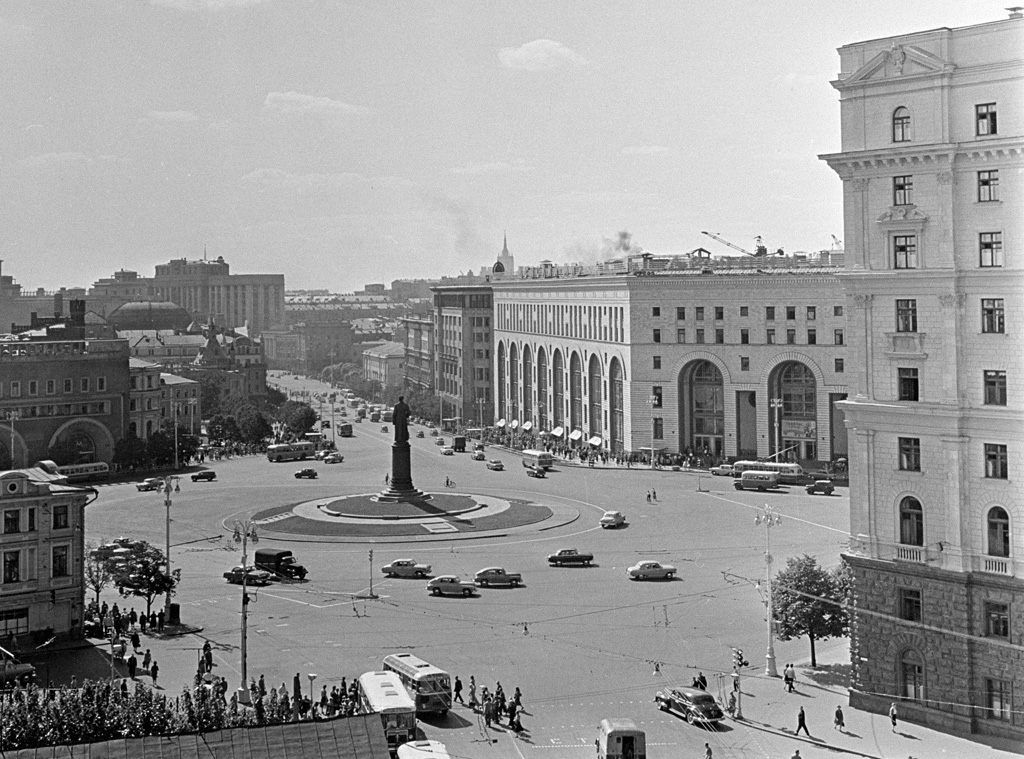
1966年のジェルジンスキー広場。中央にジェルジンスキー像が置かれている。

ルビャンカ広場 (ロシア語: Лубянская площадь、ラテン文字転写例: Lubyanskaya ploshchad)、または単にルビャンカはモスクワにある広場で、赤の広場の北東 約900mに位置している。
1471年にノヴゴロドを征服したモスクワ大公イヴァン3世がこの地域に多くのノヴゴロド人を移住させた後、1480年に初めて記録にルビャンカ広場の名が表れている。ノヴゴロド人らはノヴゴロドの聖ソフィア大聖堂をモデルにした聖ソフィア教会を建て、元々住んでいたルビャニツィ地方に因んでこの地域をルビャンカと呼ぶようになった。
ルビャンカ広場はアレクサンドル・イワノフが設計し、1897年から1898年にかけて建設された記念碑的なルビャンカビルでつとに有名である。元々は全ロシア保険会社のために建設されたビルであったが、後にKGB本部庁舎となったことで広く知られるようになった。2016年現在では、ロシア連邦保安庁（FSB）が建物を占有している。この広場は、ソ連秘密警察の祖であるフェリックス・ジェルジンスキーの名を冠して、1926年から1990年にかけてジェルジンスキー広場と改名されていた。広場の中央にある象徴的なジェルジンスキー像（「鉄のフェリックス」と呼ばれる）はエフゲニー・ヴィチェティッチによるもので、1958年に建てられたものである。
FSB庁舎の向かい側には、1953年から1957年の間に建設され、2014年に完全に修復されたヨーロッパ最大の子供用品店ジェーツキー・ミール（Детский мир; 子供の世界）がある。メインアトリウムには世界最大の機械式時計ムーヴメント、ラケタ・モニュメンタルが置かれている。
1990年10月30日にはメモリアルがグラグの被害者を記憶するために白海のソロヴェツキー強制収容所から持ち込んだソロヴェツキーの石を設置した。1991年にはソ連8月クーデターの失敗の後、自由主義者らの抗議によりジェルジンスキー像が撤去され、広場の名前も元に戻された。
広場の地下には、モスクワ地下鉄が通っており、ルビャンカ駅が営業している。

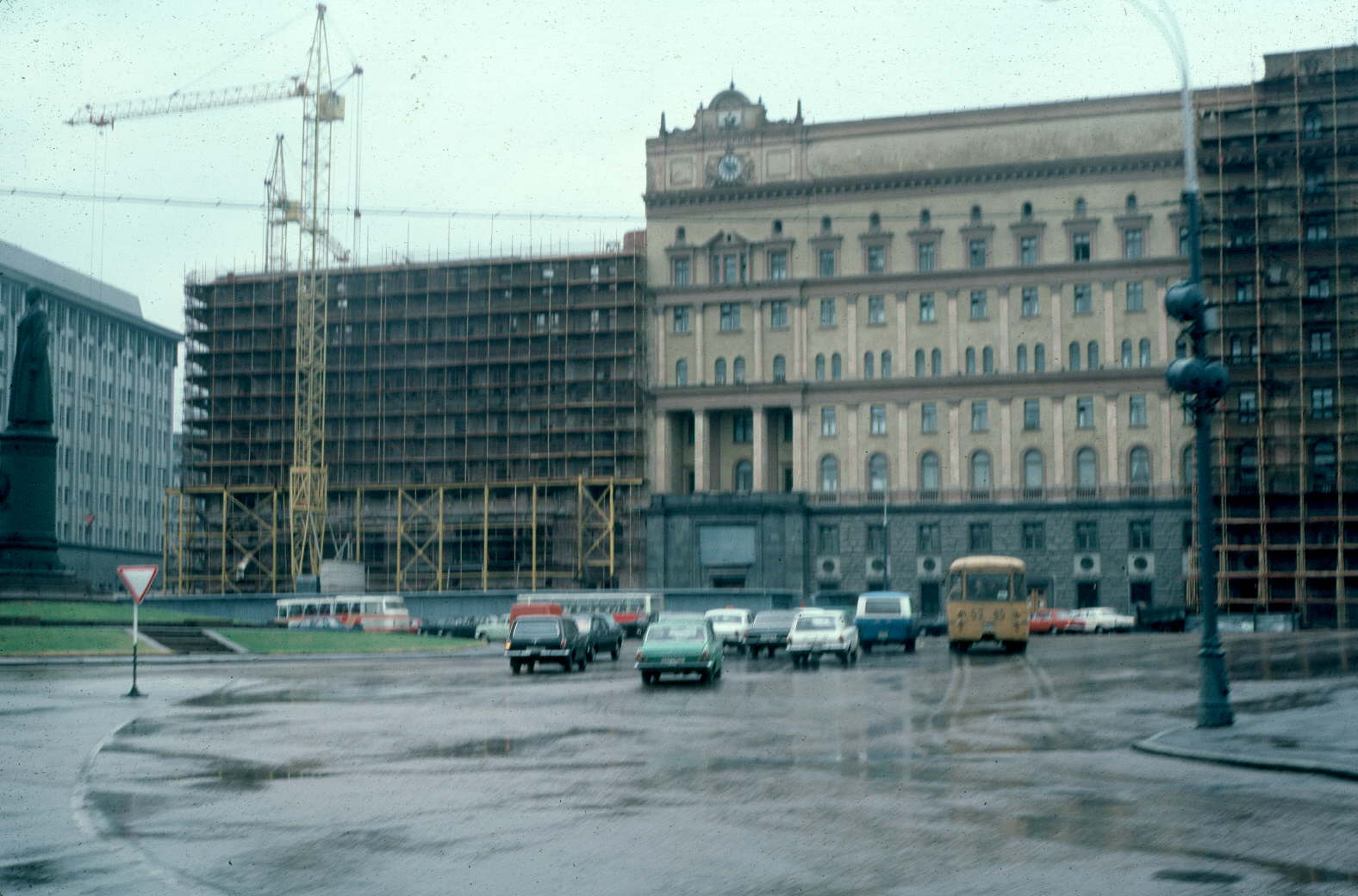
KGB本部ビル（1983年）
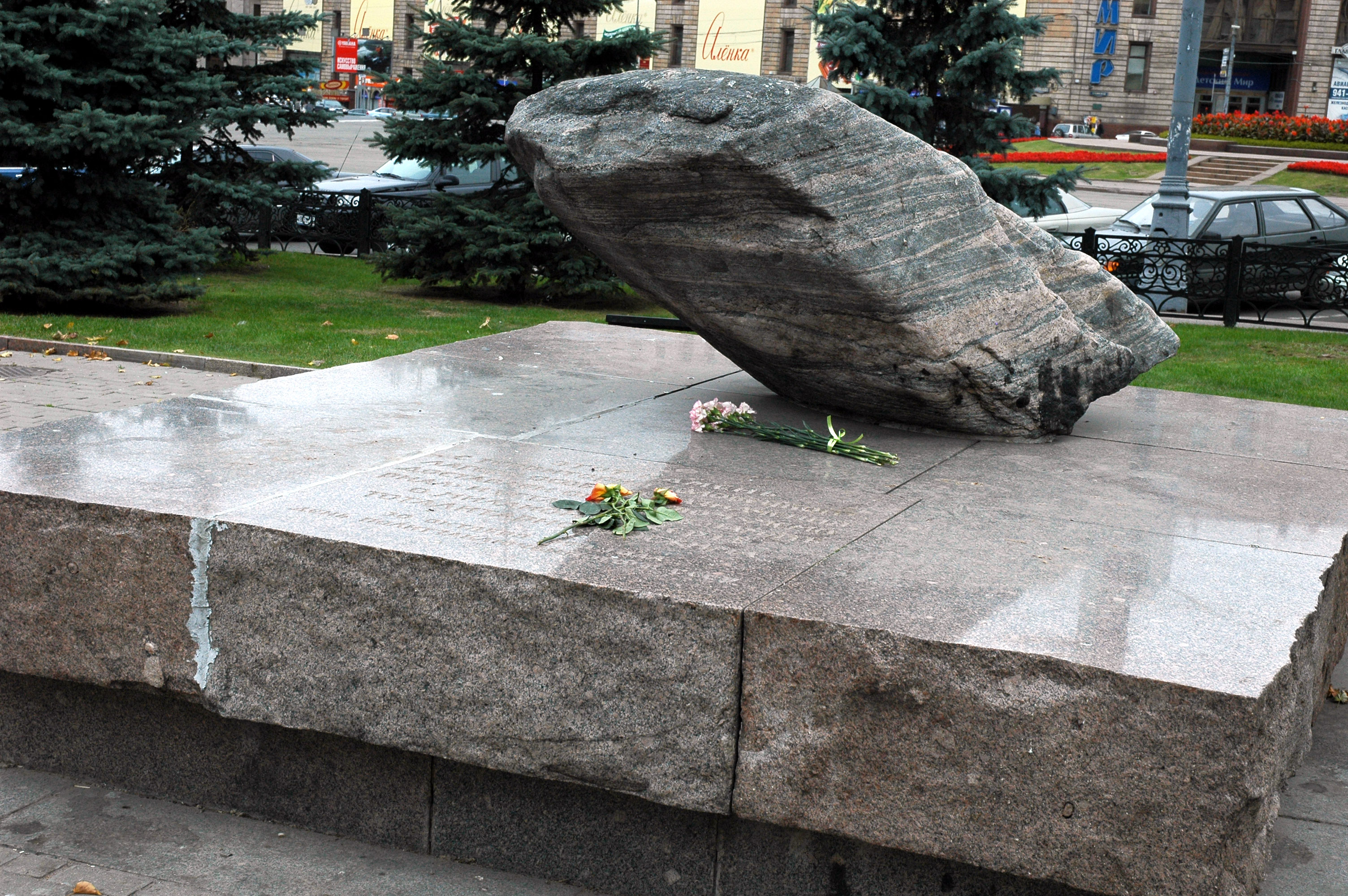
ソロヴェツキーの石
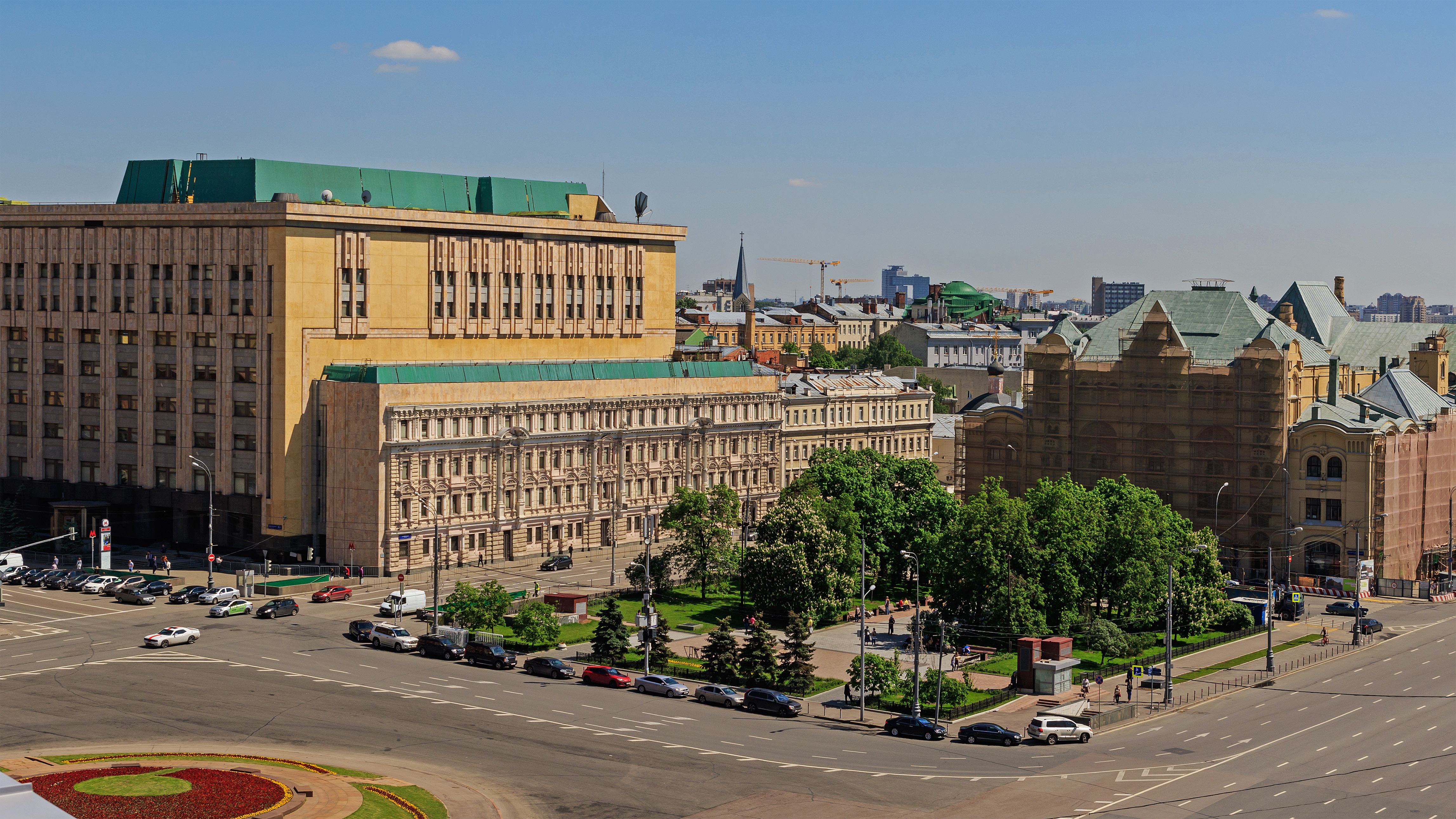
別の角度から